# Aguirre, le principe de liberté
Aguirre, le principe de liberté est un album de bande dessinée créé par Gabriel Delmas et Richard Marazano et publié en 2008.

## Synopsis
Le scénario est inspiré de la vie de Don Lope de Aguirre,, conquistador né près d'Oñati (Pays basque) entre 1511 et 1518 et mort le 27 octobre 1561 à Barquisimeto (actuel Venezuela).

## Publication
Aguirre, le principe de liberté est sorti aux éditions Carabas en mars 2008.